# Aparelho reprodutor

Sistema reprodutor masculino

O aparelho reprodutor, sistema reprodutor, sistema reprodutivo ou sistema genital é um sistema de órgãos dentro de um organismo que trabalha em conjunto com a finalidade de reprodução. Muitas substâncias não-vivas, tais como fluidos, hormônios e feromônios também são acessórios importantes para o sistema reprodutivo. Ao contrário da maioria dos sistemas de órgãos, os sexos das espécies diferenciadas muitas vezes apresentam algumas diferenças significativas. Essas diferenças permitem uma combinação de material genético entre dois indivíduos que permite a possibilidade de uma maior aptidão genética de sua descendência.
Os principais órgãos do sistema reprodutivo humano incluem o pênis e vulva e as gônadas produtoras dos gametas (testículos e ovários), bem como uma série de órgãos internos. Doenças do sistema reprodutivo humano são muito comuns e difundidas, principalmente doenças sexualmente transmissíveis.
A maioria dos outros animais vertebrados têm, como regra geral, sistemas reprodutivos que consistem de gônadas (no caso do ser humano, o testículo e o ovário), dutos e aberturas. No entanto, existe uma grande diversidade de adaptação física, bem como estratégias de reprodução em cada grupo.

## Sistema reprodutivo humano
Todo ser vivo tem um tempo limitado de vida: nasce, cresce,reproduz,envelhece e morre. Várias espécies continuam povoando a Terra graças a capacidade de reprodução. Um ser é capaz de se reproduzir para gerar um descendente fértil, que por sua vez, também se reproduz, e a espécie se perpetua. Além disso, na espécie humana a reprodução também traz prazer e é uma forma de dar e receber carinho, a relação sexual é uma das expressões mais íntimas que pode ocorrer no relacionamento entre duas pessoas.
A reprodução humana ocorre pela fertilização interna durante a relação sexual. Durante este processo, o pênis ereto do macho é inserido na vagina da fêmea  até o macho ejacular o sêmen, que contém espermatozoides, na vagina da fêmea. Os espermatozoides, em seguida, viajam através da vagina e do cérvix no útero. A fertilização geralmente acontece na tuba uterina (fecundação é o nome dado ao encontro dos gâmetas, do óvulo e do espermatozoide). Após a fertilização bem sucedida, a gestação do feto ocorre então dentro do útero da fêmea durante cerca de nove meses; este processo é conhecido como gravidez nos seres humanos. A gestação termina com o nascimento, que ocorre com o parto.
O parto consiste na contração dos músculos do útero, na dilatação do colo do útero, fazendo com que o bebê passe para fora da vagina. Em alguns casos, é necessário realizar um parto cesariano. Os bebês humanos e as crianças são quase indefesos e requerem altos níveis de cuidados dos pais por muitos anos. Um tipo importante de cuidado parental é o uso da glândula mamária no seio feminino para amamentar o bebê.
Os seres humanos têm uma grande diferenciação sexual. Além das diferenças em quase todos os órgãos reprodutivos, inúmeras diferenças ocorrem normalmente nas características sexuais secundárias. O sistema endócrino é diretamente relacionado com essas características. A liberação de certos hormônios causa o desenvolvimento dessas características secundárias.

### Sistema reprodutor masculino

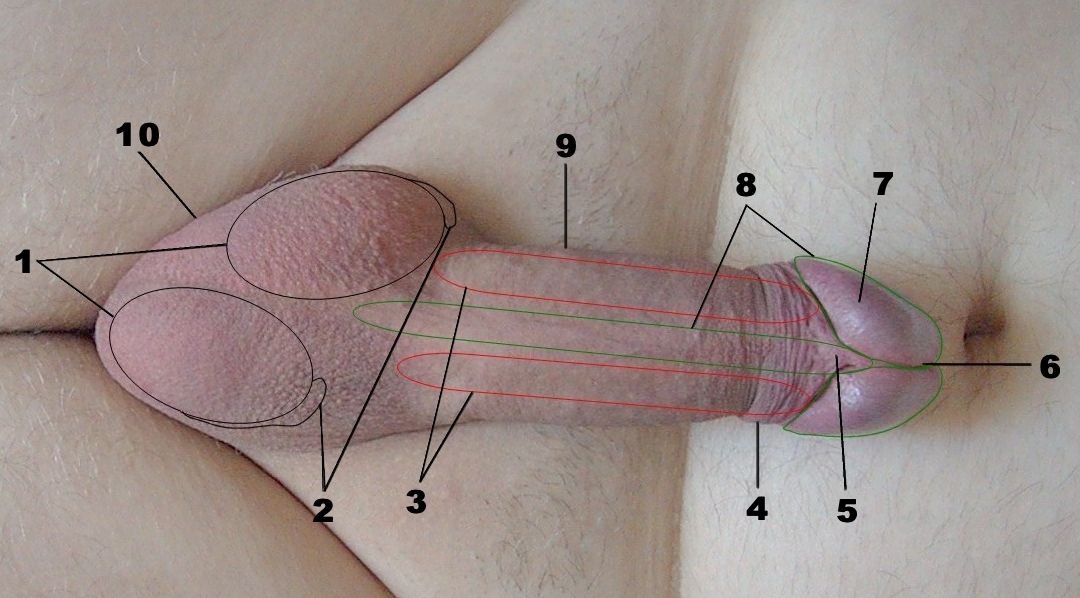
Genitália masculina raspada parcialmente ereta. 1. Testículos, 2. Epidídimo 3. Corpo cavernoso, 4. Prepúcio, 5. Frênulo prepucial, 6. Abertura da uretral, 7. Glande, 8. Corpo esponjoso, 9. Pênis, 10. Escroto.

O sistema reprodutor masculino humano é uma série de órgãos localizados fora do corpo e ao redor da região pélvica de um macho, que contribui com o processo reprodutivo. A principal função do sistema reprodutivo masculino é proporcionar que o gâmeta ou espermatozoide masculino fecunde o óvulo. Os principais órgãos reprodutivos do sexo masculino podem ser agrupados em três categorias.
- A primeira categoria é a produção de espermatozoides e armazenamento. A produção ocorre nos testículos, que estão alojados no escroto, com temperatura regulada, de onde os espermatozoides imaturos deslocam-se para o epidídimo, a fim de desenvolvimento e armazenagem.
- A segunda categoria são as glândulas que produzem o líquido ejaculatório, que incluem as vesículas seminais, a próstata e a glândula bulbouretral.
- A última categoria é aquela utilizada para a cópula e a deposição de espermatozoides (esperma) que estava no macho; nesta categoria estão o pênis, uretra e canal deferente.

Dentre as principais características sexuais secundárias incluem-se: tamanho maior, estatura muscular maior, tom mais grave da voz, pelos no corpo e face, ombros largos e pomo-de-adão mais desenvolvido. Um hormônio sexual masculino importante é o andrógeno e, particularmente, a testosterona.

### Sistema reprodutor feminino
O aparelho reprodutor feminino humano é uma série de órgãos localizados principalmente no interior do corpo e ao redor da região pélvica das fêmeas que contribuem para o processo de reprodução. O sistema reprodutivo feminino humano contém três partes principais: a vagina, que atua como o receptáculo de esperma do macho, o útero, que abriga o desenvolvimento do feto, e os ovários, que produzem os óvulos da fêmea. As mamas também são um importante órgão durante a fase de cuidados maternais do bebê.
A vagina localiza-se no exterior da vulva, que também inclui os lábios, clitóris e uretra. Durante a relação sexual essa área é lubrificada por muco secretado pelas glândulas de Bartholin. A vagina é ligada ao útero através do cérvix, enquanto o útero está ligado ao ovário através da tuba uterina. Em determinados intervalos, geralmente a cada 28 dias aproximadamente, os ovários liberam um óvulo, que passa através da tuba uterina até o útero. A membrana do útero, chamada de endométrio e os óvulos não fertilizados são eliminados a cada ciclo através de um processo conhecido como menstruação.
As principais características sexuais femininas secundárias são: uma menor estatura, uma elevada percentagem de tecido adiposo, quadris maiores, glândulas mamárias desenvolvidas e mamas maiores. Dentre os importantes hormônios sexuais femininos estão o estrógeno e a progesterona.

## Outros vertebrados

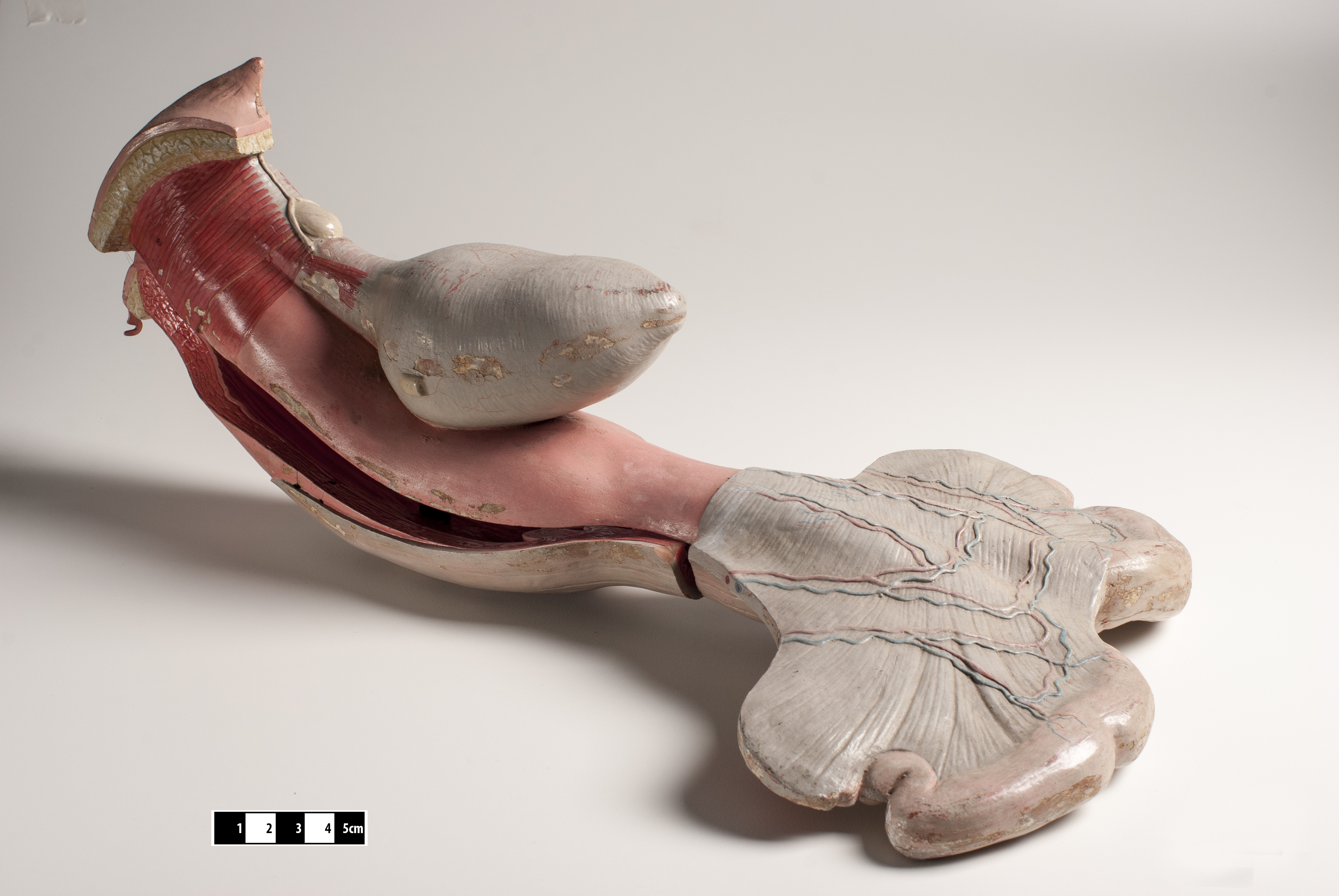
Modelo didático do sistema urogenital de mamíferos.

Todos animais vertebrados compartilham elementos-chave de seus sistemas reprodutivos. Todos têm órgãos produtores de gametas ou gônadas. Essas gônadas são então conectadas por ovidutos a uma abertura para o exterior do corpo, geralmente a cloaca, mas às vezes para um único poro, como uma vagina ou órgão intromitente.

### Mamíferos

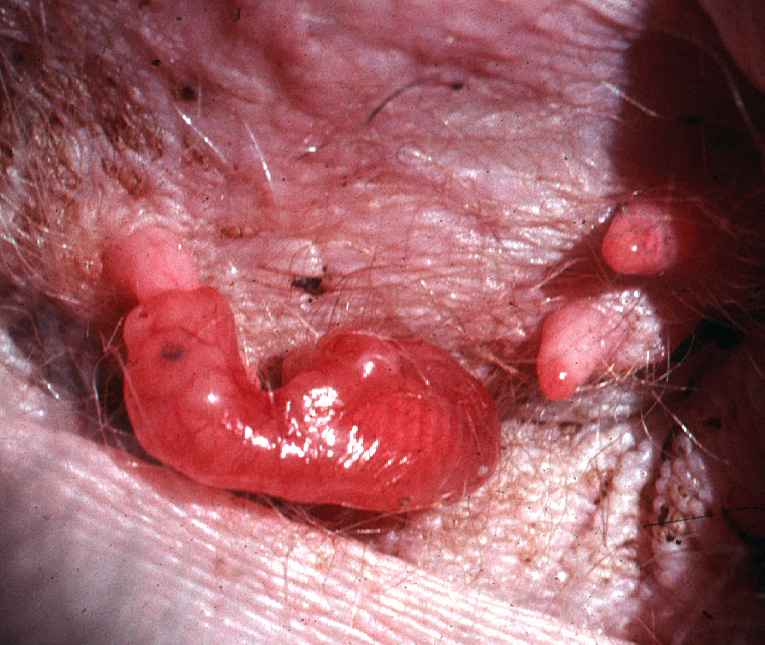
Um marsupial recém-nascido mama um mamilo encontrado dentro do marsúpio de sua mãe.

A maioria dos sistemas reprodutivos dos mamífero são semelhantes, no entanto, existem algumas diferenças notáveis entre o mamífero "normal" e seres humanos. Por exemplo, a maioria dos mamíferos machos têm um pênis que é guardado internamente até a ereção, e a maioria possui um osso peniano ou báculo. Além disso, os machos da maioria das espécies não permanecem continuamente férteis sexualmente como os seres humanos. Da mesma forma que esses últimos, a maioria dos grupos de mamíferos têm testículos caídos encontrados dentro de um saco escrotal, no entanto, outros têm testículos caídos, apoiados na parede ventral, e alguns grupos de mamíferos, como os elefantes, têm testículos não caídos que se encontram no fundo de suas cavidades corporais perto de seus rins.